# Латвийско-российские отношения
Россия и Латвия граничат друг с другом. Обе страны являются членами ООН и ОБСЕ. Дипломатические отношения были установлены в 1920 году (с РСФСР); возобновлены в 1991 году.

## История отношений
В 1918 году РСФСР признала советское правительство Латвии (ССРЛ) и вменяла в обязанность «всем, соприкасающимся с Латвией военным и гражданским властям Российской Советской Республики, оказывать Советскому Правительству Латвии и его войскам всяческое содействие в борьбе с Латвийской Республикой». Дипломатические представители Латвийской Республики во время гражданской войны работали в Архангельске, Владивостоке, Киеве и на Северном Кавказе.
Однако в январе 1920 года при поддержке польских войск армия Латвийской Республики выбила Красную Армию из Латвии, и в 1920 году РСФСР и Латвийская Республика заключили Рижский мирный договор, где Россия признала независимость Латвии. Первым представителем ЛР в РСФСР был Янис Весманис, первым представителем РСФСР в ЛР — Яков Ганецкий. До присоединения Латвии к СССР в 1940 году был заключен ещё ряд договоров между Латвией и РСФСР и СССР, в том числе: о гражданстве в 1921 году, о торговле в 1927 и 1933 году, о ненападении в 1932 году и пакт о взаимопомощи в 1939 году.
После распада СССР дипломатические отношения между Латвией и Россией были восстановлены.
Начиная с 1991 года послами России были Александр Ранних, Александр Удальцов, Игорь Студенников, Виктор Калюжный, Александр Вешняков и Евгений Лукьянов, послами Латвии — Янис Петерс, Имант Даудиш, Норман Пенке, Андрис Тейкманис, Эдгарс Скуя, Астра Курме и Марис Риекстиньш.
До 2007 года оставался неурегулированным вопрос о границе между Россией и Латвией (см. Пыталово).

## Современное состояние отношений
У России есть посольство в Риге и консульства в Лиепае и Даугавпилсе. Посол России в Латвии с 2021 г. по 2023 г. — М. В. Ванин. У Латвии есть посольство в Москве и консульства в Санкт-Петербурге и Пскове. Посол Латвии в России с 2017 г. по 2023 г. — Марис Риекстиньш.
В Латвии на середину 2020 года проживало 525 965 этнических русских (из них граждан Латвии — 65,1 %) и 2321 татарин (из них граждан Латвии — 35,4 %). Среди жителей Латвии — 52 505 граждан России, что составляет 2,5 % населения страны
В России в 2002 году проживало 2864 гражданина Латвии. В 2010 году по данным переписи в РФ жили 18 979 этнических латышей, в том числе 1089 латгальцев.
В ходе визита президента Латвии Затлерса в Россию в декабре 2010 года был подписан ряд соглашений и принято решение о создании совместной комиссии историков.
В 2017 году после четырёхлетнего перерыва состоялась встреча латвийско-российской межправительственной комиссии. В 2018 году страны обменялись «чёрными списками».

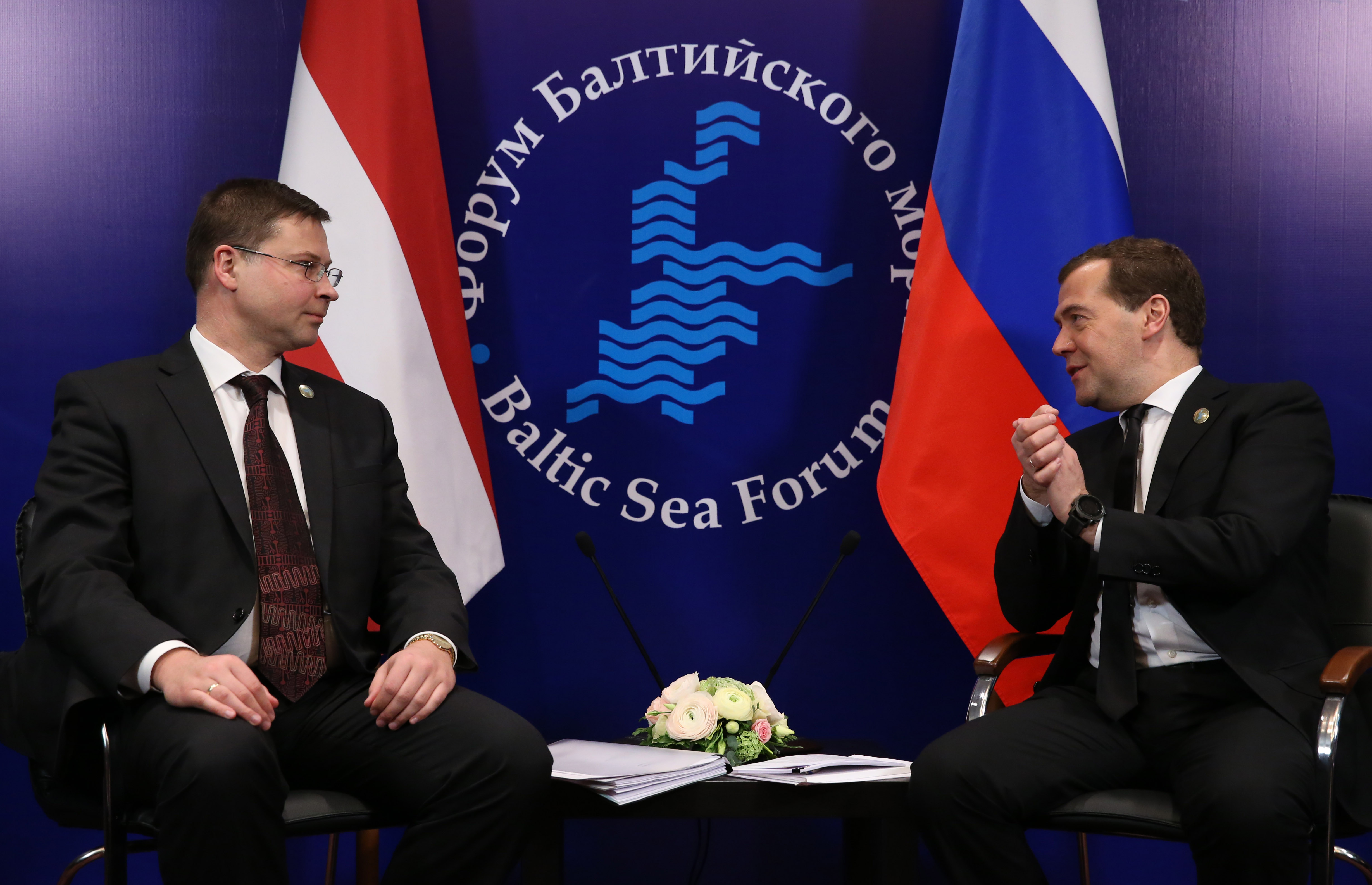
Встреча премьеров Латвии и России на форуме Балтийского моря (2012)

Посольство Латвии в Москве прекратило выдачу виз гражданам России во время пандемии Covid-19, а после осложнений в отношениях из-за вторжения России на Украину они выдаются только в единичных случаях, в основном по гуманитарным соображениям (и сейчас Латвия одна из стран, которая не выдаёт гражданам России визы для туризма или других подобных целей въезда в Европейский союз).
4 апреля 2022 года Латвия приняла решение о понижении дипломатических отношений в связи с вторжением России на Украину. Послу России в Латвии было выдано предписание покинуть страну, посол Латвии в России был отозван из Москвы.
11 августа Сейм Латвии признал Российскую Федерацию государством-спонсором терроризма.
В сентябре 2022 года Латвия наряду с Литвой, Эстонией и Польшей приняли решение запретить въезд гражданам России по шенгенским визам, в том числе выданным третьими странами.
23 января 2023 года Латвия заявила о понижении уровня дипломатических отношений с Россией с 24 февраля до временного поверенного в делах.
В марте 2024 г. МИД Латвии объявил одного дипломата РФ персоной нон грата и обязал его покинуть страну до 10 апреля. 

## Экономическое сотрудничество
Россия является важным торговым партнёром Латвии. Латвийский экспорт в Россию составил в 2011 году 1 262 397 831 доллар, российский в Латвию — 1 301 764 737 долларов. Туристические посещения Латвии российскими туристами характеризуются сезонным подъемом около новогодних праздников.
В 2012 году на РФ пришлось 9,5 % латвийского импорта и 11,5 % латвийского экспорта (по обоим показателям Россия заняла 3-е место среди внешнеторговых партнёров Латвии).

## Проблемы отношений
Между двумя странами есть разногласия по вопросам истории XX века. В частности, мнения различаются в квалификации событий 1940 года, повлекших включение Латвии в СССР — Латвия считает их противоправной оккупацией, Россия — соответствовавшими действовавшему в то время международному праву.
В 2014 году латвийская сторона приостановила работу латвийско-российской комиссии историков.
С 2005 по 2009 год в Латвии действовала комиссия по подсчёту ущерба от советской оккупации, деятельность которой вызывала критику со стороны России. В 2013 году деятельность комиссии была возобновлена. В апреле 2016 года комиссия огласила итоги работы — ущерб, нанесенный экономике Латвии в ходе оккупации СССР, составляет 185 миллиардов евро.
Во время демонтажа Бронзового солдата в Таллине 2007 году Латвия выразила поддержку эстонским властям.
Во время войны в Грузии 2008 году Латвия выразила поддержку Грузии Во время конфликта между Москвой и Киевом в 2014 году Латвия выразила поддержку Украине..
Согласно опросу общественного мнения россиян, проведённому в 2012 году Левада-Центром, Латвия заняла третье место в списке самых недружественных России государств, что на одно место ниже, чем в 2011 году.
Начиная с 2014 года, Латвия отказала во въезде ряду российских журналистов: в 2014 году — собкору РИА «Новости», в 2017 году не впустили в страну оператора телеканала РЕН ТВ, в 2018 году сотрудника ТВ Центр объявили персоной нон грата и выслали из страны корреспондента ВГТРК.

### Вопросы прав человека
Между РФ и ЛР есть разногласия по вопросам прав человека, преимущественно касающиеся положения русскоязычного населения Латвии.
Россия участвовала в ряде дел по жалобам против Латвии в Европейском суде по правам человека в качестве третьей стороны: Сливенко против Латвии, Кононов против Латвии, Викуловы против Латвии, Сысоева и другие против Латвии, Василевский против Латвии. и «Савицкий и другие против Латвии». Россия упрекает Латвию в дискриминации по национальному и языковому принципу; в 1996—2012 гг. в ряде заявлений Государственной Думы России отмечалась обеспокоенность положением русскоязычного населения Латвии.
В 2004 году по инициативе России Парламентской ассамблеей ОБСЕ была принята резолюция о национальных меньшинствах, содержащая рекомендации в адрес Латвии и Эстонии. Также в 2004 году группа российских делегатов в ПАСЕ инициировала проект резолюции о реформе образования в Латвии. Комитет ассамблеи решил рассмотреть в рамках более широкого вопроса о родном языке в школьном образовании; по нему был подготовлен доклад и принята резолюция. 3 апреля 2018 года Госдума РФ приняла заявление «О недопустимости ликвидации школьного образования на языках национальных меньшинств Латвии» в связи с изменением латвийского закона об образовании. Также в 2018 году МИД РФ подверг критике запрет на преподавание на русском в частных вузах Латвии.
В марте 2012 года Госдума РФ приняла заявление «О нарушениях прав человека в Латвийской Республике и недопустимости реабилитации нацизма».
В свою очередь, Латвия в качестве третьей стороны участвовала в деле Бакланов против России. В 1992 году Латвия сформировала комиссию экспертов для оценки соответствия российских законов нормам прав человека, а также критиковала Россию за игнорирование резолюции Комиссии по правам человека ООН по Чечне.